# رتبة عليا (تصنيف)
الطبقة[بحاجة لمصدر] أو الرتبة العليا (بالإنجليزية: Superorder؛ باللاتينية: Superordo) في التصنيف العلمي للأحياء إحدى درجات الرتبة وهي منزلة تصنيفية تندرج أسفل الصنف وتقبع بين الطائفة والرتبة. واللاحقة اللاتينية التي ترمز للطبقة في الطحالب هي -anae ومن أمثلة الطبقات في الحيوانات شوكيات الزعانف وداخليات الأجنحة وكاملات الأطوار والفوأشلاقيات.